# ㄲ
ㄲは、ハングルを構成する子音字母のひとつ。ㄱを重ねて作られた合成字母。サンギヨク（쌍기역、二つのギヨク、韓国）もしくはトェンギウク（된기윽、硬いギウク、北朝鮮）と呼ばれる。硬音を表す。
『訓民正音』当時の濃音も含めた場合の配列順は、最初の「ㄱ」から2番目であった。

## 音声
後舌を軟口蓋に密着させて閉鎖を作り、一旦、空気の流れを完全に塞いだ後、一気に開放することによって作り出される軟口蓋破裂音の一種を表す。朝鮮語の破裂音には帯気するかそうでないか、喉頭緊張（テンス）を伴うかそうでないかによって三系統が存在する。この字母は喉頭緊張を伴う硬音を表しており、音素記号は/k'/などで表される。
初声（音節初）では無声軟口蓋破裂音の硬音[k']で発音される*。
終声（音節末）では、閉鎖したまま開放しない内破音[ k̚]、つまり終声の/ㄱ/で発音される。ただし、母音が続く場合は初声化して無声軟口蓋破裂音の硬音[k']となる。
訓民正音によれば、全濁であるため、終声に用いれば「入声」となるとされていた。1930年の諺文綴字法以前は、終声表記は実際の発音に合わせてㄱ・ㄴ・ㄷ・ㄹ・ㅁ・ㅂ・ㅅ・ㆁ（ㆁは後にㅇと書かれるようになり、また近世朝鮮語で[s]が[t]に変わりその終声の表記もㅅに統一されㄷが使用されなくなる傾向が見られるようになった）の8種類のみが用いられることが多く、表記としての終声ㄲが登場するのは一部の資料に限られており、現代の終声ㄲに相当するものはㄱと書かれることが多かった。1930年の諺文綴字法で形態主義的表記法の導入のため、ㄲを含む激音や濃音などの字母が終声表記に認められた。また北朝鮮の1948年の朝鮮語新綴字法では、ㄲの名称はㄲを直接「-ㅣ으-」の語形に当てはめた「끼윾」とされたが、現在ではこの名称は用いられない。
*国際音声字母には硬音を表す記号がないためここでは便宜上「'」を用いて表記した。
| 音価 | 終声字                     | 複合終声字           | 複合終声字 |
| 音価 | 終声字                     | 前                   | 後         |
| ---- | -------------------------- | -------------------- | ---------- |
| ㄱ   | ㄱ, ㅋ, ㄲ                 | ㄳ                   | ㄺ         |
| ㄷ   | ㄷ, ㅅ, ㅆ, ㅈ, ㅊ, ㅌ, ㅎ |                      |            |
| ㅂ   | ㅂ, ㅍ                     | ㅄ                   | (ㄼ), ㄿ   |
| ㄹ   | ㄹ                         | ㄼ, ㄽ, ㄾ, ㅀ, (ㄺ) |            |
| ㄴ   | ㄴ                         | ㄵ, ㄶ               |            |
| ㅁ   | ㅁ                         |                      | ㄻ         |
| ㅇ   | ㅇ                         |                      |            |

## 訓民正音
訓民正音初声体系では牙音の全濁に分類されており、訓民正音の世宗序では「ㄱ牙音如君字初發聲 竝書如虯字初發聲」と規定されている。『訓民正音解例』制字解に全清を並書すると全濁となるとある。ここでいう全濁は濁音（有声音）ではなく、当時においても硬音であったと推測されている。しかし、訓民正音以後、近代に至るまでㄲが硬音表記に使われることは多くなく、もっぱら漢字音の濁音表記に使われた。
硬音を表記するものとして正式に採用されたのは、1933年の朝鮮語綴字法統一案からである。サンギヨクという名称もこのときにつけられた。

## ラテン文字転写
文化観光部2000年式、マッキューン＝ライシャワー式共に初声の場合kk、終声の場合kと表記される。

## 文字コード
| 名称                         | 用途   | コード | HTML実体参照コード | 表示 |
| HANGUL LETTER SSANGGIYEOK    | 単体   | U+3132 | &#12594;           | ㄲ   |
| HANGUL CHOSEONG SSANGGIYEOK  | 初声用 | U+1101 | &#4353;            | ᄁ   |
| HANGUL JONGSEONG SSANGGIYEOK | 終声用 | U+11A9 | &#4521;            | ᆩ     |